# Acta Adriatica
Acta Adriatica (abreviado Acta Adriat.) es una revista con ilustraciones y descripciones botánicas que es publicada en Split desde el año 1932.